# Koło rowerowe (ready-made)
Koło rowerowe – ready-made autorstwa Marcela Duchampa z 1913 roku.

## Opis i historia
W 1913 roku Marcel Duchamp zamontował odwrócone, przednie koło rowerowe na widelcu na pomalowanym na biało, kuchennym stołku. Całość ma wymiary około 129,5 × 63,5 × 41,9 cm (według repliki deponowanej w Museum of Modern Art). 
W tym czasie, Duchamp prowadził studium do dużego projektu pt. Panna młoda rozebrana przez swych kawalerów, jednak (1915-1923), znanego też jako Wielka szyba. Począwszy od 1912 roku Duchamp szukał sposobu na odejście od klasycznie rozumianych malarstwa i rzeźby, oddziałujących wyłącznie na zmysł wzroku widza. Szczególnie zainteresował się rolą przypadku w powstawaniu dzieła, a także przedstawieniem ruchu w sztuce. Sama Wielka szyba była kombinacją klasycznie rozumianego malarstwa, rzeźby albo współcześnie rozumianej instalacji.
W drodze swoich poszukiwań, w 1914 roku Marcel Duchamp wykorzystał jako ozdoby kolejne dwa, masowo produkowane przedmioty. Były to trzy kopie kolorowych litografii, do których dodał dwie kropki farby oraz Suszarka do butelek. Jednak dopiero w kolejnym, 1915 roku, Duchamp ukuł ideę ready-made, kiedy w sklepie z materiałami żelaznymi w Nowym Jorku kupił szuflę do odgarniania śniegu, po czym nadał jej tytuł (W przewidywaniu złamanej ręki) i podpisał swoim nazwiskiem, nadając jej status dzieła sztuki. Wtedy też się zorientował, że jako ready-made może określić swoje wcześniejsze prace wykonane w Paryżu, tj. Koło rowerowe i Suszarkę do butelek. O swoim odkryciu napisał do siostry Suzanne, po raz pierwszy używając w liście określenia ready-made. W tym samym liście poprosił ją o przysłanie z Paryża do Nowego Jorku Koła rowerowego i Suszarki do butelek. Jak się okazało, podczas porządkowania jego byłej pracowni, Suzanne wyrzuciła zarówno Koło rowerowe jak i Suszarkę do butelek, uznając je za niepotrzebne. Tym samym oryginalna praca zaginęła, ale w muzeach eksponuje się jej kopie. Jednocześnie historycy sztuki nie są zgodni co do tego, czy Koło rowerowe rzeczywiście było pierwszym ready-made, przynajmniej w rozumieniu Duchampa, który definiował to medium jako obiekt całkowicie obojętny. O ile jednak można tak określić szuflę do odśnieżania, to Koło rowerowe miało swoją funkcję użytkową albo nawet estetyczną - Duchamp sam przyznał, że wpatrywał się w nie z taką fascynacją, z jaką ludzie przyglądają się ogniu. W 1960 roku udzielił dwuznacznej odpowiedzi w wywiadzie z historykiem sztuki Arturo Schwarzem, nazywając Koło rowerowe swoim pierwszym ready-made, by w tym samym zdaniu zaprzeczyć, że posiadało ono cechy tego medium. W innym wywiadzie powiedział wprost, że nie planował stworzyć dzieła sztuki z koła od roweru, ale przez kolejne dwa lata miało ono bardzo duży wpływ na jego myśli. Historyczka sztuki Kristina Seekamp stwierdza, że o ile Duchamp nie stworzył Koła rowerowego z myślą tworzenia dzieła sztuki, to nie oznacza to, że nie uznał go za takie później. Jednocześnie klasyfikując je raczej jako eksperyment, zastrzega, że współczesna krytyka obdarza dzieło nadmiernym zainteresowaniem. Historyk sztuki Juan Antonio Ramírez, wiążąc Koło rowerowe z powstałą w podobnym czasie Wielką szybą wnioskuje, że bezcelowy ruch koła obrazuje akt seksualny, szczególnie masturbację.
Dzieło jest uznawane za przełomowe dla sztuki współczesnej. Idea ready-made zdezaktualizowała znane dotąd definicje dzieła sztuki, tak jak i XIX-wieczne wartościowanie dzieła według jego oryginalności oraz kunsztu artysty. Otworzyło drogę dla nowych form sztuki takich jak np. asamblaż, a w dalszej perspektywie sztuka konceptualna, oraz wymusiło poszukiwanie nowych definicji sztuki.

## Repliki
W 1916 roku Duchamp na własny użytek stworzył kopię Koła, która także zaginęła. Zachowała się jednak po niej fotografia. W 1951 roku artysta wykonał kolejną replikę na potrzeby wystawy w Sidney Janis Gallery w Nowym Jorku. Współcześnie, replika Koła rowerowego jest deponowana m.in. w Museum of Modern Art (druga replika z 1951 r., sygnowana, nr inw. 595.1967.a-b), Moderna Museet w Sztokholmie (1960), Philadelphia Museum of Art (1964, podarunek od Galleria Schwarz w Mediolanie) czy The Israel Museum (1964). W 1963 roku wykonano replikę na potrzeby kolekcji Richarda Hamiltona, replika ta zaginęła lub została zniszczona w 1993 roku, kiedy wracała z wypożyczenia na potrzeby wystawy tymczasowej.